# 발바
발바(이탈리아어: Valva)는 이탈리아 캄파니아주 살레르노도 아말피 근처에 있는 코무네이다.